# Georges Pompidou
Georges Pompidou, född 5 juli 1911 i Montboudif, Cantal, död 2 april 1974 i Paris, var en fransk politiker. Han var Frankrikes premiärminister 1962–1968 och Frankrikes president och furste av Andorra 1969–1974. Han var gift med Claude Pompidou.

## Biografi
Pompidous föräldrar var båda lärare. År 1931 antogs han vid École Normale Supérieure. År 1934 habiliterade(?) han i litteraturvetenskap och blev lärare. Han arbetade i Marseille och senare i Paris. År 1944 sökte Charles de Gaulle en förbindelseman vid universitetet och Pompidou presenterades och blev en del av de Gaulles stab. Pompidou blev de Gaulle trogen även under dennes frivilliga exil och sedan som kabinettschef 1958 och från 16 april 1962 till 13 juli 1968 som premiärminister under de Gaulle. Pompidou är den som suttit längst som premiärminister i den femte republiken. Pompidou var som premiärminister lojal mot de Gaulle:  Han förhandlade bland annat fram fredsavtalet som avslutade Algerkriget, förordade Frankrikes uttåg ur NATO-samarbetet och precis som de Gaulle sade han nej till ett brittiskt medlemskap i EG.
När de Gaulle avgick som president blev Pompidou hans efterträdare med 58,22 procent av rösterna. Pompidous efterträdare som premiärminister var Maurice Couve de Murville.
Som president var Pompidou mindre konservativ och nationalistisk än sina företrädare. Han ledde själv en moderat reformpolitik, som också tog hänsyn till vänsterns krav. Även utrikespolitiskt var han smidigare och förbättrade relationerna till USA, sanktionerade Storbritanniens inträde i EG samt reste på statsbesök både i Sovjetunionen och Kina. 
Pompidou insjuknade i Waldenströms sjukdom och avled 1974. Han efterträddes då av Alain Poher som interimspresident, som även varit tillförordnad president innan Pompidous tillträde. Till ny president valdes 24 maj 1974 Valéry Giscard d'Estaing.